# Otto August Struve
Otto August Struve (* 17. Mai 1784 in Sorenbohm bei Köslin in Hinterpommern; † 4. September 1847 in Stargard) war ein deutscher Verwaltungsbeamter und Sachbuchautor.

## Leben
Struve gehörte einer Familie an, deren Angehörige über Generationen als Pastoren tätig waren, so an der Dorfkirche Zerrenthin und zuvor, aus der Verwandtschaft Georg Adam Struves stammend, in Magdeburg. An Struves Geburtsort in  der Nähe der Ostseeküste war sein Vater als Landpfarrer tätig gewesen. Von ihm erhielt er den ersten Unterricht, den er dann im Gymnasium von Stettin fortsetzte. Von 1802 bis 1805 studierte er an der Universität Halle Rechtswissenschaften. Nach Absolvierung eines Praktikums im Staatsdienst am Obergericht in Stettin erfolgte 1809 seine Anstellung als Assessor beim Stadtgericht in Stargard. Nachdem er seit 1814 ein Jahr lang in Gollnow als Stadtrichter angestellt gewesen war, wurde er anschließend zum Stadtsyndikus von Stargard gewählt. In dieser Funktion,  in der er sich auf vorbildliche Weise auch um die sozialen Einrichtungen der Stadt kümmerte, wurde er nach Ablauf der zwölfjährigen Dienstzeit wiedergewählt. Nach dreißigjähriger Dienstzeit ließ er sich aus gesundheitlichen Gründen in den Ruhestand versetzen. Aus seinem Privatvermögen stiftete er den städtischen sozialen Einrichtungen, insbesondere dem Armenhaus und dem Krankenhaus, durch ein gerichtlich bestätigtes Testament eine Summe in Höhe von 1.000 Talern, deren Zinsen nach einigen Jahren zum Ankauf von Land verwendet werden sollten.
Er war Verfasser eines dreibändigen Werks über sozialen Zwecken dienende Stiftungen.
Struve war mit Wilhelmine Karoline Bethke verheiratet, Tochter des Postmeisters von Gollnow. Aus der Ehe ging ein Kind hervor, eine Tochter, die im Alter von sechs Jahren verstarb.

## Werke
- Die frommen und milden Stiftungen Stargard's. Auszug aus dem Werk Struves, in: Gottlieb Christian Teske: Geschichte der Stadt Stargard, Stargard 1843, S. 217–295.

## Ehrungen
- Verleihung des Roten Adlerordens